# Anthurium impolitum
Anthurium impolitum är en kallaväxtart som beskrevs av Thomas Bernard Croat. Anthurium impolitum ingår i släktet Anthurium och familjen kallaväxter. Inga underarter finns listade.